# 小丑樓梯

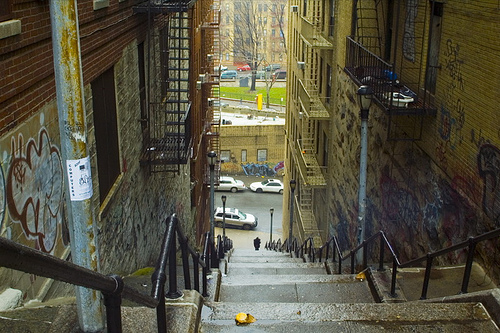
西167街樓梯，又名小丑樓梯

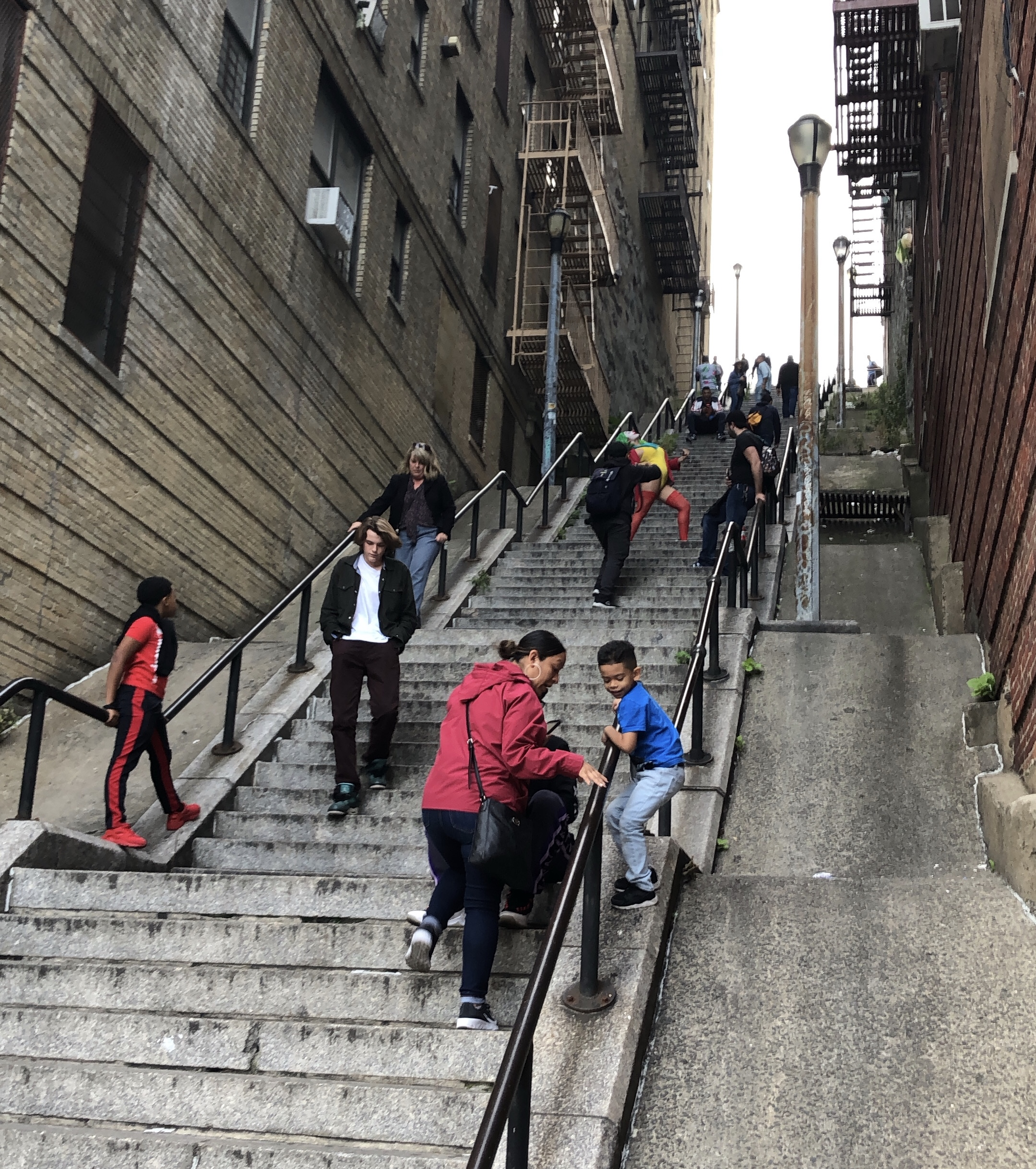
電影《小丑》上映後不久，遊客們來參觀樓梯（2019年10月）

40°50′09″N 73°55′26″W / 40.8359°N 73.9239°W
小丑樓梯（英語：Joker Stairs）是一條陡峭的樓梯，連接位於美國布朗克斯西167街的莎士比亞大道（Shakespeare Avenues）和安德森大道（Anderson Avenues），靠近167街車站，這是2019年心理驚悚電影中的拍攝地點之一。此樓梯也是電影續集的拍攝地點，於2023年4月在這裏拍攝。
在電影中，主角Arthur Fleck重複在這樓梯上走來走去，是他日常生活的一部份。電影後期的高潮位，他穿著鮮豔的紅色西裝和化了代表小丑角色的小丑妝在樓梯上跳舞，同時在背景播放著Gary Glitter的〈Rock and Roll Part 2〉。該樓梯已經出現在電影的宣布海報中並成為旅遊勝地，而且樓梯和Arthur跳舞都變成網路爆紅事物。許多遊客重演了電影中的場景，有時穿著小丑服裝，樓梯上擠滿了觀光客。
《今日印度》指出：「儘管樓梯已經存在多年，並通向紐約一些最著名的景點，例如洋基體育場、布朗克斯動物園和紐約植物園，但從未因該地區與犯罪有關聯而真正受歡迎。」《紐約時報》指出，這樓梯場景最初是在2007年傳記犯罪電影《犯罪帝國》中使用過，但樓梯被重新鋪砌和美化了太多。NBC紐約指出，小丑樓梯已加入「著名電影場景的排名」，就像1976年美國體育電影《洛奇》中費城藝術博物館的階梯一樣。